# 검은고함원숭이
검은고함원숭이(영어: Black howler, Alouatta caraya)는 고함원숭이의 일종으로, 아르헨티나와 볼리비아, 브라질 그리고 파라과이의 열대우림에 사는 대형 신세계원숭이이다. 고함원숭이속(Alouatta) 원숭이들 중에서는 남아메리카의 가장 남쪽에 산다. 단지 수컷만이 검고, 암컷은 연한 담황색을 띤다. 몸무게는 수컷이 10kg에서 12kg이고, 암컷은 4 kg 안팎이다.
3마리에서 19마리(보통 7마리에서 9마리)까지 모여 군집 생활을 한다. 집단 안에는 보통 7~9마리의 암컷마다 1~3마리의 수컷들이 있다. 짝짓기를 할 때, 수컷들과 암컷들은 집단 내에서 짝을 지어 떠난다.
이름은 이들이 지르는 소리때문에 지어졌으며, 대부분은 해가 뜰 때 종종 들을 수 있다. 이 "여명의 합창"은 고함치며 으르렁거리는 것처럼 들리며, 다른 집단들과 싸움을 피하려는 목적으로 고함원숭이의 위치를 알리는 역할을 한다. 이 소리는 5 km 떨어진 곳에서도 들을 수 있다.

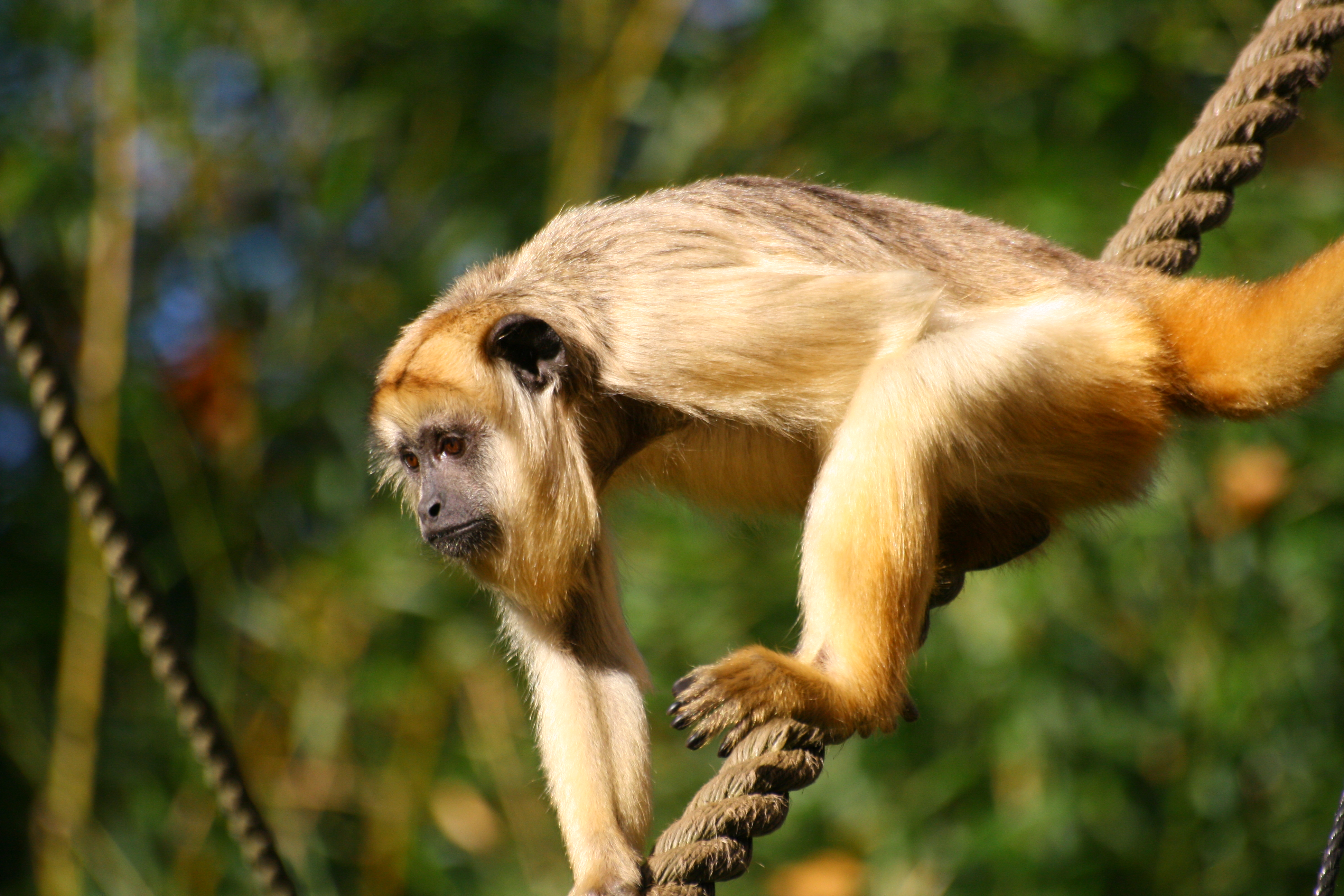
아펜휼 동물원에서의 암컷

이들 원숭이들은 흔히 하루의 70%를 자거나 휴식을 취하는 데 보내며, 신세계원숭이 중에서는 가장 활동적이지 않은 원숭이에 속한다. 이들의 서식지는 숲이다. 검은고함원숭이는 초식 생활을 하며, 주로 잎을 먹고, 종종 무화과와 같은 과일을 먹는다. 일반적으로 뛰거나 도약하기보다는 걷거나 기어오르는 것을 좋아한다. 물건을 잡을 수 있는 꼬리를 지니고 있으며, 이 꼬리는 매우 강해, 일종의 다섯번째 다리의 역할을 한다. 수명은 평균적으로는 15년에 달하나 오래된 개체는 20년 된 것도 있다.

## 참고 문헌
- Louise Emmons and Francois Feer. (1997). 신열대구 우림 포유류.

## 사진 링크
- 위스콘신대학교 영장류 사이트